# Coenagriocnemis insularis
Coenagriocnemis insularis är en trollsländeart som först beskrevs av Selys 1872.  Coenagriocnemis insularis ingår i släktet Coenagriocnemis och familjen dammflicksländor. IUCN kategoriserar arten globalt som akut hotad. Inga underarter finns listade i Catalogue of Life.